# Campionati mondiali di sollevamento pesi 2023 - 61 kg maschile
Le gare di sollevamento pesi della categoria fino a 61 kg maschile — pesi gallo — dei campionati mondiali del 2023 si sono svolte dal 4 al 6 settembre 2023 a Riad presso la Green Hall del Prince Faisal bin Fahad Olympic Complex.

## Programma
L'orario indicato corrisponde a quello saudita (UTC+03:00)
| Data             | Orario | Evento   |
| ---------------- | ------ | -------- |
| 4 settembre 2023 | 21:30  | Gruppo D |
| 5 settembre 2023 | 11:00  | Gruppo C |
| 6 settembre 2023 | 11:00  | Gruppo B |
| 6 settembre 2023 | 16:30  | Gruppo A |

## Medagliati
Per ciascun esercizio, i primi tre classificati sono i seguenti:
| Esercizio | Oro            | Oro    | Argento         | Argento | Bronzo            | Bronzo |
| --------- | -------------- | ------ | --------------- | ------- | ----------------- | ------ |
| Strappo   | Li Fabin       | 141 kg | Sergio Massidda | 137 kg  | Shota Mishvelidze | 136 kg |
| Slancio   | Hampton Morris | 168 kg | Li Fabin        | 167 kg  | Aniq Kasdan       | 166 kg |
| Totale    | Li Fabin       | 308 kg | Sergio Massidda | 302 kg  | Ding Hongjie      | 301 kg |

## Record
Prima di questa competizione, i record mondiali esistenti erano i seguenti:
| Record mondiale | Strappo | Li Fabin | 145 kg | Pattaya, Thailandia | 19 settembre 2019 |
| Record mondiale | Slancio | Li Fabin | 175 kg | Bogotà, Colombia    | 7 dicembre 2022   |
| Record mondiale | Totale  | Li Fabin | 318 kg | Pattaya, Thailandia | 19 settembre 2019 |

## Risultati
| Pos. | Atleta                          | Gr. | Peso atleta | Strappo (kg) | Strappo (kg) | Strappo (kg) | Strappo (kg) | Slancio (kg) | Slancio (kg) | Slancio (kg) | Slancio (kg) | Totale |
| Pos. | Atleta                          | Gr. | Peso atleta | 1            | 2            | 3            | Pos.         | 1            | 2            | 3            | Pos.         | Totale |
| ---- | ------------------------------- | --- | ----------- | ------------ | ------------ | ------------ | ------------ | ------------ | ------------ | ------------ | ------------ | ------ |
|      | Li Fabin (CHN)                  | A   | 61.00       | 137          | 141          | 146          |              | 167          | 167          | 169          |              | 308    |
|      | Sergio Massidda (ITA)           | A   | 61.00       | 135          | 137          | 139          |              | 163          | 165          | 165          | 7            | 302    |
|      | Ding Hongjie (CHN)              | B   | 61.00       | 135          | 139          | 139          | 4            | 166          | 171          | 171          | 4            | 301    |
| 4    | Shota Mishvelidze (GEO)         | A   | 61.00       | 132          | 136          | 136          |              | 156          | 161          | 161          | 13           | 297    |
| 5    | John Ceniza (PHI)               | B   | 60.75       | 128          | 131          | 133          | 8            | 165          | 165          | 170          | 5            | 296    |
| 6    | Ivan Dimov (BGR)                | A   | 61.00       | 133          | 136          | 137          | 7            | 152          | 160          | 164          | 14           | 293    |
| 7    | Teerapat Chomchuen (THA)        | A   | 60.97       | 130          | 133          | 133          | 10           | 162          | 163          | 167          | 9            | 293    |
| 8    | Trịnh Văn Vinh (VIE)            | A   | 61.00       | 126          | 130          | 132          | 11           | 162          | 166          | 166          | 10           | 292    |
| 9    | Aniq Kasdan (MAS)               | C   | 60.84       | 122          | 125          | 127          | 18           | 160          | 166          | 167          |              | 291    |
| 10   | Arley Calderón (CUB)            | B   | 61.00       | 121          | 126          | 126          | 14           | 156          | 162          | 165          | 6            | 291    |
| 11   | Aznil Bidin (MAS)               | D   | 61.00       | 125          | 125          | 129          | 12           | 155          | 161          | 163          | 11           | 290    |
| 12   | Nguyễn Trần Anh Tuấn (VIE)      | A   | 60.97       | 129          | 133          | 133          | 13           | 157          | 161          | 164          | 12           | 290    |
| 13   | Simon Brandhuber (DEU)          | B   | 61.00       | 130          | 133          | 135          | 6            | 149          | 154          | 157          | 20           | 287    |
| 14   | Adkhamjon Ergashev (UZB)        | A   | 61.00       | 126          | 130          | 130          | 15           | 157          | 160          | 160          | 15           | 286    |
| 15   | Gabriel Marinov (BGR)           | B   | 61.00       | 120          | 123          | 124          | 23           | 155          | 161          | 163          | 8            | 283    |
| 16   | Shin Rok (KOR)                  | D   | 60.83       | 120          | 125          | 130          | 16           | 150          | 155          | 155          | 18           | 280    |
| 17   | Goderdzi Berdelidze (GEO)       | B   | 61.00       | 123          | 126          | 130          | 9            | 150          | 156          | 156          | 26           | 280    |
| 18   | Kao Chan-hung (TPE)             | C   | 60.96       | 122          | 125          | 127          | 17           | 151          | 151          | 154          | 19           | 279    |
| 19   | Morea Baru (PNG)                | C   | 61.00       | 120          | 123          | 123          | 21           | 153          | 156          | 156          | 16           | 276    |
| 20   | Víctor Güémez (MEX)             | B   | 61.00       | 120          | 124          | 124          | 24           | 152          | 156          | 160          | 17           | 276    |
| 21   | Wilkeinner Lugo (VEN)           | B   | 60.85       | 120          | 124          | 124          | 20           | 150          | 154          | —            | 25           | 274    |
| 22   | Shubham Todkar (IND)            | D   | 60.56       | 115          | 115          | 119          | 25           | 145          | 150          | 155          | 24           | 269    |
| 23   | Luis Bardalez (PER)             | C   | 61.00       | 118          | 118          | 121          | 26           | 147          | 151          | 155          | 21           | 269    |
| 24   | Kaito Hirai (JPN)               | B   | 60.90       | 115          | 120          | 121          | 31           | 151          | 156          | 156          | 22           | 266    |
| 25   | Theerapong Silachai (THA)       | D   | 61.00       | 110          | 115          | 120          | 28           | 140          | 150          | —            | 23           | 265    |
| 26   | Daniel Lungu (MDA)              | C   | 61.00       | 120          | 124          | 126          | 19           | 140          | 144          | 144          | 30           | 264    |
| 27   | Seýitjan Mirzaýew (TKM)         | C   | 61.00       | 120          | 120          | 120          | 22           | 140          | 140          | 140          | 31           | 260    |
| 28   | Cosmin Isofache (ROU)           | C   | 60.38       | 115          | 118          | 118          | 30           | 145          | —            | —            | 27           | 260    |
| 29   | Youri Simard (CAN)              | D   | 61.00       | 110          | 115          | 115          | 29           | 143          | 143          | 143          | 28           | 258    |
| 30   | Víctor Garrido (ECU)            | C   | 61.00       | 113          | 118          | 118          | 32           | 142          | 147          | 147          | 29           | 255    |
| 31   | Ulaantsetsegiin Amarbayar (MGL) | D   | 61.00       | 110          | 110          | 115          | 33           | 130          | 135          | 135          | 32           | 240    |
| 32   | Hashem Al-Khadrawi (KSA)        | D   | 60.30       | 97           | 102          | 105          | 34           | 122          | 122          | 128          | 34           | 233    |
| 33   | Valentin Iancu (ROU)            | D   | 58.71       | 90           | 95           | 100          | 36           | 120          | 125          | 130          | 33           | 230    |
| 34   | Davis Niyoyita (UGA)            | D   | 59.86       | 95           | 100          | 100          | 37           | 120          | 125          | 127          | 35           | 222    |
| 35   | Mohammad Al-Sawagh (KUW)        | D   | 60.45       | 91           | 100          | 103          | 35           | 110          | 120          | 123          | 36           | 220    |
| 36   | Mohammed Al-Mulla (KUW)         | D   | 59.74       | 80           | 85           | 90           | 38           | 100          | 105          | —            | 37           | 190    |
| 37   | Joshua Amunga (KEN)             | D   | 57.59       | 75           | 80           | 85           | 39           | 90           | 97           | 98           | 38           | 178    |
| —    | Ricko Saputra (INA)             | A   | 61.00       | 129          | 134          | 134          | 5            | 160          | 167          | 167          | —            | —      |
| —    | Hampton Morris (USA)            | A   | 60.91       | 123          | 123          | 123          | —            | 163          | 168          | 168          |              | —      |
| —    | Henadz' Lapceŭ (AIN)            | A   | 60.93       | 132          | 132          | 132          | —            | —            | —            | —            | —            | —      |
| —    | Amine Bouhijbha (TUN)           | B   | 60.69       | 116          | 120          | 120          | 27           | 145          | 145          | 146          | —            | —      |
| —    | Elyas Al-Busaidi (OMA)          | B   | 61.00       | 118          | 118          | 120          | —            | 152          | 152          | —            | —            | —      |
| —    | Brian Reisenauer (USA)          | C   | 61.00       | 113          | —            | —            | —            | —            | —            | —            | —            | —      |
| —    | Mustafa Eliş (TUR)              | C   | 60.91       | —            | —            | —            | —            | —            | —            | —            | —            | —      |